# Kelebia (Magyarország)

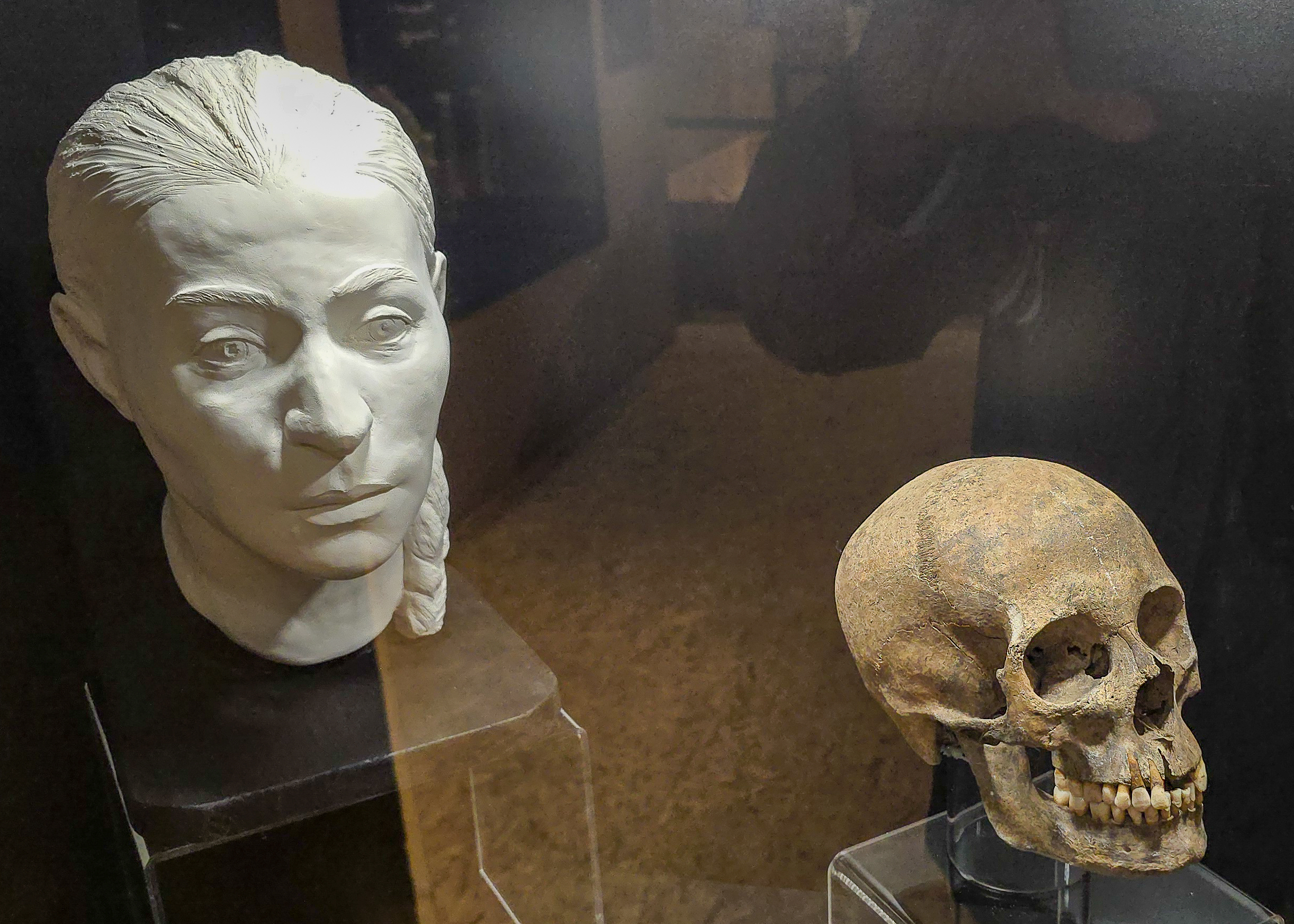
Kelebián előkerült 20-25 éves avar kori női koponya arcrekonstrukciója az Egy eltűnt nép nyomában c. kiállításról

Kelebia község Bács-Kiskun vármegye Kiskunhalasi járásában, a déli határszélen. Vasútállomása határátkelőhely Magyarország és Szerbia között. Kecskeméttől mintegy 110 kilométerre található.

## Fekvése
Kelebia Bácskai-síkvidéken, a Bács-Kiskun vármegye délkeleti sarkában fekvő, határ menti község. A két legközelebbi város a nyugat felől szomszédos Tompa és a déli irányban mindössze 12 kilométerre lévő, de már a határ szerbiai oldalán található Szabadka.
A térség nagyobb városai közül Szeged 48 kilométerre keletre, Baja hasonló távolságban nyugatra, Kiskunhalas 28 kilométerre északnyugatra, Bácsalmás 24 kilométerre délnyugatra található Kelebiától; a megyeszékhely Kecskeméttől mintegy 110 kilométer választja el, északi irányban.
A szomszédos települések a határ magyar oldalán: északkelet felől Öttömös, kelet felől Ásotthalom, nyugat felől Tompa, északnyugat felől pedig Kisszállás; közigazgatási területe északon pontszerűen érintkezik még Balotaszállás határszélével is.

### Megközelítése
Kelebia légvonalban mindössze tíz kilométerre fekszik a Solttól Kiskunhalason át az országhatárig húzódó 53-as és a Szeged-Baja közti 55-ös főút keresztezésétől, így közúton viszonylag könnyen megközelíthető az ország távolabbi részei felől is. Központján azonban csak az 5501-es út halad végig – ezen érhető el az 53-as főút tompai szakasza felől és az 55-ös út felől is, Öttömöstől nyugatra letérve –, Ásotthalommal pedig az 5509-es út kapcsolja össze.
Itt található a Budapest–Kelebia-vasútvonal mint nemzetközi vasútvonal hazai végállomása; Kelebia vasútállomás 1921 óta nemzetközi határátkelőhely.

## Története
Már a 13. század legvégén oklevélben említik Simon Filins Wasa de Kelyb kun vezért. Az 1920-ban véglegesült új államhatár kettévágta a Kelebia-puszta nevű népes tanyavilágot, amit követően a határ mindkét oldalán önálló faluközpont jött létre Kelebia néven. Főleg Magyarországon gyakran „Alsókelebia” névvel illetik a szerb oldalon létrejött Kelebiát  (szerbül Келебија).
A véglegesen intézkedő Határmegállapító Bizottságba 5 tagot az antant, 1-1 tagot pedig az érintett országok delegálhattak. A trianoni békeszerződés 1920. január 15-én átadott tervezetének 27. cikkelye a Szabadka szabad királyi város területéhez tartozó új országhatáron az úgynevezett támasztópontokat (két támasztópont közé húzható egy egyenes határvonal) így írta le: „a helyszínen megállapítandó vonal a Szabadka–Bácsalmás vasutvonalat Csikéria állomástól körülbelül 1500 méterre keletre, a Szabadka–Kiskunhalas vasútvonalat Kelebia állomástól délre körülbelül 3 kilométerre átvágja és Horgostól és vasuti állomásától északra halad...” A pontos határvonal kialakításakor a határmegállapítók meghallgattak néhány, a bizottság elé berendelt kelebiai, tompai és felső-csikériai lakost, majd döntöttek.
Később így írt Kelebia létrejöttéről egy Szerbiában megjelenő magyar nyelvű lap: 
…Miután tekintélyes városrész került át magyar uralom alá, Tompa, a két Kelebia és Csikéria s más tanyaközpontok, ezen a felszabadult területen körülbelül 18 tanyai iskola van. A felszabadult területen értesülések szerint fenntartják Szabadka város magyar törvényhatóságát, amely Tompán rendezkedik be. Ott lesz a polgármesteri hivatal és egyéb hatóságok. Ez a magyar Szabadka magyar vezetéssel fog bírni Suboticára is, mely szívében szintén magyar, s alig várja, hogy a szerb zsarnokságtól megszabaduljon. Lesz még egyszer ünnep a világon. A magyar Nagyszabadka ünnepe.…

## Közélete

### Polgármesterei
- 1990–1994: Galgóczki Vince (független)[6]
- 1994–1998: Galgóczi Vince (független)[7]
- 1998–2002: Maczkó József (független)[8]
- 2002–2006: Maczkó József (független)[9]
- 2006–2010: Maczkó József (független)[10]
- 2010–2014: Maczkó József (független)[11]
- 2014–2019: Maczkó József (független)[12]
- 2019–2024: Maczkó József (független)[13]
- 2024– : Maczkó József (független)[1]

## Népesség
A település népességének változása:
| Lakosok száma | 2600 | 2515 | 2432 | 2368 | 2346 | 2322 | 2339 |
|               | 2013 | 2014 | 2018 | 2021 | 2022 | 2023 | 2024 |

A 2011-es népszámlálás során a lakosok 91,8%-a magyarnak, 0,3% cigánynak, 0,4% németnek, 0,4% románnak, 0,5% szerbnek mondta magát (8,1% nem nyilatkozott; a kettős identitások miatt a végösszeg nagyobb lehet 100%-nál). A vallási megoszlás a következő volt: római katolikus 56,6%, református 2,9%, evangélikus 0,2%, görögkatolikus 0,2%, felekezeten kívüli 13,3% (21,2% nem nyilatkozott).
2022-ben a lakosság 90,6%-a vallotta magát magyarnak, 0,9% szerbnek, 0,2% cigánynak, 0,2% németnek, 0,1% szlovénnek, 0,1% románnak, 1,4% egyéb, nem hazai nemzetiségűnek (9,2% nem nyilatkozott; a kettős identitások miatt a végösszeg nagyobb lehet 100%-nál). Vallásuk szerint 37,7% volt római katolikus, 2,3% református, 0,2% evangélikus, 0,3% görög katolikus, 3,6% egyéb keresztény, 1,2% egyéb katolikus, 12,7% felekezeten kívüli (41,8% nem válaszolt).

## Nevezetességei
- Vasutas Emlékház – A vasútállomás közelében, a régi vasúti őrházból alakították ki 2001-ben, benne az eredeti berendezési tárgyak láthatók. 2022 őszén lebontották a 106-os őrházat
- Templom
- Ruzsa Sándor fája
- Kelebia Vasutas Emlékház ( vasút revikalok magángyűjtemény)

## Külső hivatkozások
- Vasútállomás